# Inner Song
Inner Song – drugi album studyjny walijskiej kompozytorki Kelly Lee Owens, wydany 28 sierpnia 2020 roku nakładem wytwórni Smalltown Supersound.

## Album

### Historia
Materiał na album Inner Song został w dużym stopniu napisany i nagrany przez okres ponad miesiąca zimą 2020 roku. Podobnie jak w przypadku swojego debiutanckiego albumu, Owens pracowała w studiu ze współproducentem Jamesem Greenwoodem. Tytuł albumu został zapożyczony z albumu free jazzowego muzyka Alana Silvy pod tym samym tytułem, który podarował artystce Joakim Haugland z okazji jej 30. urodzin. Jak stwierdziła Owens: „Jestem mu tak wdzięczna i jego perspektywom, on zawsze myśli nieszablonowo. Te dwa słowa naprawdę oddają to, co czułam, tworząc tę płytę. W ciągu ostatnich kilku lat wykonałam wiele pracy nad sobą i to jest prawdziwe jej odzwierciedlenie”. Utwory artystka napisała z zamiarem uzdrowienia samej siebie. Trzy lata, jakie minęły od wydania jej debiutanckiego albumu, były jednymi z najbardziej bolesnych w jej życiu. Odeszła ze związku, który bardzo ją wyczerpał. Straciła babcię, najbliższą osobę w swoim życiu. Z tego względu teksty utworów albumu były bardzo osobiste. Jak stwierdziła w wywiadzie udzielonym Emmie Madden z Grammy.com, album był jej powrotem do korzeni, „listem miłosnym” do rodzinnej Walii.  Wspominała lata, kiedy tam dorastała, i wydarzenia, których była świadkiem, takie jak festiwal Eisteddfod, gdzie ludzie spotykali się, aby recytować poezję i śpiewać w języku walijskim oraz prezentować sztukę wywodzącą się z kultury walijskiej. Utwór „Corner of My Sky” powstał we współpracy z Johnem Cale’em, również Walijczykiem z pochodzenia. Jak stwierdziła Owens: „Wiedziałam, że tym albumem muszę połączyć się z moimi korzeniami i dlatego obecność języka walijskiego na płycie była dla mnie bardzo ważna. Gdy muzyka do utworu została napisana, a dźwięki uformowane, wysłałam utwór prosto do Johna i zapytałam, czy mógłby zagłębić się w swoje walijskie dziedzictwo i opowiedzieć historię ziemi poprzez słowa mówione, poezję i piosenki”. Muzyk zaaprobował jej pomysł i zaśpiewał w utworze, zarówno po angielsku jaki po walijsku.
Pod koniec lutego 2020 roku Owens opublikowała singiel „Melt!” wraz z teledyskiem, zapowiadając wydanie albumu na 1 maja. 
Pod koniec marca, z uwagi na pandemię COVID-19, Owens przesunęła datę premiery płyty winylowej na 28 sierpnia. Jak napisała w oświadczeniu: „Mieliśmy wiele planów wydania tego albumu, które teraz są niewykonalne z powodu COVID-19, a także z [powodu] solidarności z tysiącami sklepów płytowych, które zamykają swoje drzwi, aby chronić społeczeństwo”. W podobnym tonie wypowiedziała się wytwórnia Smalltown Supersound. 
22 kwietnia ukazał się drugi singiel promujący album, „Night”, 4 czerwca – trzeci, „On”, a 4 sierpnia – czwarty, „Corner Of My Sky”.

### Wydanie
Album został wydany 28 sierpnia 2020 roku jako:
- digital download (w Norwegii)[9],
- tzw. sesquialbum – półtorej płyty winylowej, gdzie na drugiej płycie zapisana tylko jedna strona (w Norwegii i Wielkiej Brytanii)[10]
- CD (w pozostałej Europie)[11].

### Muzyka
Album otwiera cover utworu Radiohead „Arpeggi”, nagrany rok przed rozpoczęciem prac nad Inner Song. Utwór reprezentuje rodzaj dźwiękowego odrodzenia, które zdaniem Owensa jest istotne dla aury albumu. Według jej słów: „Dla mnie brzmi to jak powstanie z czegoś dość ponurego i beznadziejnego i odrodzenie się – powrót z miejsca, w którym byłam”. „On” zaczyna się jako zwiewna melodia przechodząca później w rytmiczne techno. W klimacie techno utrzymany jest również „Melt!”. Kilka innych utworów to synth popowe ballady, takie jak: „L.I.N.E.” (skrót od Love is not enough), mglisty trip hopowy „Re-Wild” czy tęskny „Wake-Up”. W „Corner of My Sky” John Cale wygłasza poetyckie wspomnienia w języku angielskim i walijskim na tle powoli rozwijającej się melodii syntezatorów. Z kolei „Jeanette” przypomina progresywny house. 

### Lista utworów
| 1.  | Arpeggi autorzy: Thom Yorke, Jonny Greenwood, Colin Greenwood, Ed O’Brien, Phil Selway ponowna produkcja: Kelly Lee Owens                                                                  | 4:46  |
|     | |       |
| 2.  | On teksty i wokalizy: Kelly Lee Owens muzyka, produkcja: James Greenwood, Kelly Lee Owens                                                                                                  | 5:57  |
|     | |       |
| 3.  | Melt! teksty i wokalizy: Kelly Lee Owens muzyka, produkcja: James Greenwood, Kelly Lee Owens                                                                                               | 3:34  |
|     | |       |
| 4.  | Re-Wild teksty i wokalizy: Kelly Lee Owens muzyka, produkcja: James Greenwood, Kelly Lee Owens                                                                                             | 3:42  |
|     | |       |
| 5.  | Jeanette muzyka, produkcja: James Greenwood, Kelly Lee Owens | 6:14  |
|     | |       |
| 6.  | L.I.N.E. tekst: Kelly Lee Owens muzyka: James Greenwood produkcja: James Greenwood, Kelly Lee Owens                                                                                        | 3:48  |
|     | |       |
| 7.  | Corner Of My Sky aranżacja wokalna i produkcja wokalna: Cherif Hashizume, Kelly Lee Owens gościnnie: John Cale (autor partii wokalnej) muzyka, produkcja: James Greenwood, Kelly Lee Owens | 7:27  |
|     | |       |
| 8.  | Night teksty i wokalizy: Kelly Lee Owens muzyka, produkcja: James Greenwood, Kelly Lee Owens                                                                                               | 5:10  |
|     | |       |
| 9.  | Flow muzyka, produkcja: James Greenwood, Kelly Lee Owens | 4:54  |
|     | |       |
| 10. | Wake-Up teksty i wokalizy: Kelly Lee Owens muzyka, produkcja: James Greenwood, Kelly Lee Owens                                                                                             | 4:27  |
|     | |       |
|     | | 49:59 |
|     | |       |

| 1. | Arpeggi |  |
|    |         |  |
| 2. | On      |  |
|    |         |  |
| 3. | Melt!   |  |
|    |         |  |
| 4. | Re-Wild |  |
|    |         |  |

| 1. | Jeanette         |  |
|    |                  |  |
| 2. | L.I.N.E.         |  |
|    |                  |  |
| 3. | Corner Of My Sky |  |
|    |                  |  |

| 1. | Night   |  |
|    |         |  |
| 2. | Flow    |  |
|    |         |  |
| 3. | Wake-Up |  |
|    |         |  |

- Kelly Lee Owens – produkcja wykonawcza
- Kim Hiorthøy – design zdjęcie
- Guy Davie – mastering
- Cherif Hashizume – miksowanie

## Odbiór

### Opinie krytyków
| Oceny łączne         | Oceny łączne |
| Publikacja           | Ocena        |
| -------------------- | ------------ |
| Album of the Year    | 81/100       |
| AnyDecentMusic?      | 8.1/10       |
| Metacritic           | 84/100       |
| Recenzje             |              |
| Publikacja           | Ocena        |
| AllMusic             | [ 13 ]       |
| Beats Per Minute     | 79%          |
| Clash                | 8/10         |
| Crack Magazine       | 08/10        |
| Dork                 | [ 20 ]       |
| Exclaim!             | 8/10         |
| Gigwise              | [ 22 ]       |
| The Independent      | [ 23 ]       |
| laut.de              | [ 24 ]       |
| The Line of Best Fit | 8.5/10       |
| Loud And Quiet       | 9/10         |
| The Needle Drop      | 6/10         |
| NME                  | [ 28 ]       |
| The Observer         | [ 29 ]       |
| Paste                | 8.6/10       |
| Pitchfork            | 7.7/10       |
| Under the Radar      | [ 32 ]       |

Album otrzymał średnią ocenę 81 na 100 na podstawie 20 recenzji krytycznych w zestawieniu Album of the Year, 8.1 na 10 na podstawie 18 recenzji w zestawieniu AnyDecentMusic? oraz 84 na 100 na podstawie 15 recenzji w podsumowaniu Metacritic.
Ben Jolley z magazynu NME dał albumowi najwyższą notę stwierdzając: „Inner Song to doskonale zaaranżowany album, w którym każdy utwór ma swoją rolę do odegrania: emocjonalna, ale euforyczna kolekcja, która jest stworzona do refleksji późną nocą. Kelly Lee Owens zrealizowała jedną z najpiękniejszych płyt roku”.
Według Matta McDermotta z Resident Advisor: „ambicje Inner Song są bardzo wysokie. Oprócz świetnej produkcji, longplay wydaje się równie wielką podróżą dla słuchacza, jak i dla bohaterki. Jesteśmy zaproszeni na wycieczkę z Owens, by spojrzeć jej w oczy, w wewnętrzną walkę i ostateczny triumf nad przeciwnościami losu, w kierunku dzikiej niezależności.
Wysoką ocenę (9/10) wydawnictwo zyskało w oczach Joego Gogginsa z magazynu GIGWISE.com. Jego zdaniem Inner Song w porównaniu z debiutanckim albumem Owens „wydaje się bardziej swobodny, a stylistyczne rozbieżności są napędzane bardziej przez twórczy niepokój niż przez z góry określoną ideę tego, co stanowi elektroniczną perfekcję”. Jest „albumem z bijącym sercem. Jeśli techniczne mistrzostwo Owens wystarczyło, aby od samego początku postawić ją na równi z jej rówieśnikami, to poziom inteligencji emocjonalnej, którą nasyca swoją twórczość, czyni ją wiodącym światłem brytyjskiej elektroniki”. Równie wysoko ocenił album Reef Younis z Loud And Quiet. W jego opinii Inner Song to „pokaz bogatego repertuaru Owens, który zrzuca warstwy dream popu na rzecz głębokiego, progresywnego house’u i zadziornego techno. Podwodne rytmy jej debiutu ewoluowały, a melodyjna intensywność słowa mówionego jest eksplorowana we współpracy z Johnem Cale’em w „Corner Of My Sky”. Cokolwiek musiała wyegzorcyzmować, aby dotrzeć do tego punktu, było warto: ten album to skok w artyzmie, w którym Kelly Lee Owens powraca w pełni ukształtowana, miejmy nadzieję bardziej spełniona i niemal bezbłędna”. Evan Lilly z The Line of Best Fit również zwraca uwagę na aspekt wspolpracy Owens z Johnem Cale’em: „Dzięki eksperymentalnym akcentom R&B i gościnnemu występowi Johna Cale’a z Velvet Underground, Owens nadal buduje swoją własną reputację, która jednak jest bezpośrednio związana z potężnymi zmianami i odkrywaniem siebie”.
Katie Thomas z Crack Magazine analizując album zauważa, że „w dziesięciu utworach Owens patrzy do wewnątrz (odnajdując, dosłownie, swoją Wewnętrzną Pieśń) i na zewnątrz, z tekstami, które obejmują różne sposoby kochania siebie („On”), ponowne połączenie się z naturą („Re-Wild”) czy obsesję społeczeństwa na punkcie natychmiastowej gratyfikacji („Wake-Up”). „To w tych momentach – dowodzi recenzentka – widzisz Inner Song takim, jakim jest naprawdę: hipnotyzującym i spektakularnym dziełem, drugim z kolei, w którym Owens uchwyciła rozległe pejzaże swojego wewnętrznego świata”.
Zdaniem Kitty Empire z tygodnika The Observer Owens „daje upust swojemu własnemu wokalowi, zagłębiając się jednocześnie w mroczną elektronikę”. Utwór „Arpeggi” wywołał u niej skojarzenia z Boards of Canada i wcześniejszymi elektronicznymi eksperymentami w Niemczech w latach 70.. Z kolei uwagę Roisin O'Connor z dziennika The Independent przyciągnął aspekt natury, obecny – według niej – w muzyce płyty: „Elektroniczne impulsy i rytmy, które napędzają płytę, są dalekie od sztuczności: naśladują – czasami nawet samplują – dźwięki natury, która na przemian kwitnie lub jest zagrożona”.
Według Paula Simpsona z AllMusic „Podobnie jak jej [Owens] debiut, Inner Song obejmuje wiele emocjonalnych obszarów, a jej odkrywczy duch jest tak samo urzekający, jak przesłanie, które ona wyraża”. Również Max Freedman z magazynu Paste dokonuje porównania między debiutanckim, a drugim albumem Owens. „Jednak swoim drugim albumem Inner Song Owens potencjalnie otwiera się na znacznie szerszą publiczność. Ekscytująca, dynamiczna płyta, która przepełniona jest życiem, Inner Song jest pełna tanecznych nabożeństw, które z łatwością zaliczają się do jej najbardziej przystępnych dzieł do tej pory. Jeśli Kelly Lee Owens delikatnie otworzył drzwi między dream popem a techno, to Inner Song pędzi przez nie i buduje świat, w którym pełno jest ekstatycznych, leczniczych, nieskrępowanych dźwięków elektronicznych.
Nadine Smith z Pitchforka podsumowując swoją recenzję stwierdza, że: „dla Owens loopy – zarówno elektroniczne, jak i liryczne – są uziemiającą obecnością, jak pieśń wypowiadana w stanie medytacji: prosta fraza lub wzór, który działa jak kanał do innego świata. Z Inner Song Owens stara się zabrać słuchacza do miejsca uzdrowienia, znajdując ukojenie w schronieniu powtarzającej się progresji akordów. Zbliżony pogląd prezentuje Blaise Radley z magazynu Under the Radar: „Na drugiej płycie Owens, niestrudzenie poszukuje emocjonalnego katharsis i znaczenia między wierszami”.
Todd Dedman z Beats Per Minute uważa, że Inner Song to „podnoszący na duchu, radosny i uroczy album, który doskonale łączy upojny pęd techno z «popową» wrażliwością” i który „posiada elegancką równowagę w samej swojej istocie”. Z kolei dla Josha Crowe’a z magazynu Clash Inner Song to „klimatyczna podróż po szczytach i dolinach, od eterycznych wokali, które wykraczają poza rzeczywistość, po rozdzierające głowę ballady, które pobudzają zmysły”. Natomiast zdaniem Martyna Younga z magazynu Dork album Owens jest „płytą zrodzoną z elementarnych cech i zbudowaną przez producentkę jako bogaty gobelin bitów, melodii i dźwięków, które pokazują, jak eksploruje ona swoją muzyczną psychikę w coraz głębszy i bardziej sugestywny sposób”.
W ocenie Maximiliana Fritza z magazynu laut.de Inner Song to „jeden z najsolidniejszych albumów roku, który chwyta dwie sroki za ogon i, niemal cudem, prawie nic nie robi źle”.

### Listy tygodniowe
| Kraj            | Lista                 | Pozycja |
| --------------- | --------------------- | ------- |
| Szkocja         | Scottish Albums Chart | 44      |
| Wielka Brytania | UK Albums Chart       | 80      |
| Wielka Brytania | UK Dance Albums       | 3       |
| Wielka Brytania | UK Independent Albums | 6       |

### Nagrody
W 2021 roku album zdobył nagrodę Welsh Music Prize. Jak stwierdził współfundator nagrody, prezenter radiowy Huw Stephens: „Jesteśmy zachwyceni Kelly Lee Owens. Wszyscy sędziowie byli zdumieni tym albumem. Kelly Lee Owens została doceniona przez krytyków za tę płytę i cieszymy się, że została laureatką Welsh Music Prize 2021”. Owens natomiast powiedziała: „To niesamowite uczucie. Dla mnie, jako walijskiej artystki, bycie docenioną przez swój kraj jest największym zaszczytem. Artystka otrzymała również 10 tysięcy funtów i zobowiązała się przekazać część tej kwoty walijskim organizacjom charytatywnym.